# Taraxacum melanostigma
Taraxacum melanostigma — вид квіткових рослин з родини айстрових (Asteraceae). Вид зростає в Європі: Естонія, Чехія, Данія, Фінляндія, Німеччина, Польща, Швеція; це багаторічна рослина помірних біомів.